# Мрзлава Вас
Мрзлава Вас (словен. Mrzlava vas) — поселення в общині Брежиці, Споднєпосавський регіон, Словенія. Висота над рівнем моря: 200,6 м.